# 三家馆乡
三家馆乡，是中华人民共和国湖南省张家界市永定区下辖的一个乡镇级行政单位。

## 行政区划
三家馆乡下辖以下地区：
毛头关村、云盘塔村、枞茂村、张家峪村、将军庙村、棕桥湾村、三家馆村、岩水井村、竹园坡村、碧龙湾村、晓村、杜家岗村、黄年洞村、鸭坪村、黄土村、漩水村和茶园村。